# Arisaema prazeri
Arisaema prazeri är en kallaväxtart som beskrevs av Joseph Dalton Hooker. Arisaema prazeri ingår i släktet Arisaema och familjen kallaväxter. Inga underarter finns listade.